# Polynôme secondaire
 (octobre 2022).
- Si vous ne connaissez pas le sujet, laissez ce bandeau (vous pouvez alors contacter les auteurs).
- Si vous supprimez le contenu mis en cause (vous pouvez préalablement contacter les auteurs),

argumentez précisément cette suppression dans la page de discussion
(un manque de référence n'est pas un argument ; une recherche réelle de référence doit avoir été effectuée, être formellement documentée).
 (mai 2012).
Si vous disposez d'ouvrages ou d'articles de référence ou si vous connaissez des sites web de qualité traitant du thème abordé ici, merci de compléter l'article en donnant les références utiles à sa vérifiabilité et en les liant à la section « Notes et références ».
En mathématiques, un polynôme secondaire est une expression mathématique apparentant au groupe des polynômes.

## Introduction et définition
On se place sur l'espace de Hilbert {\displaystyle L^{2}(I,\mathbb {R} ,\rho )} où {\displaystyle I} est un intervalle de {\displaystyle \mathbb {R} } et {\displaystyle \rho } la densité de la mesure.
Les polynômes secondaires associés aux polynômes orthogonaux {\displaystyle \left(P_{n}\right)_{n\in \mathbb {N} }} sont les polynômes {\displaystyle \left(Q_{n}\right)_{n\in \mathbb {N} }} obtenus par la relation :
{\displaystyle Q_{n}(X)=\int _{I}{\frac {P_{n}(t)-P_{n}(X)}{t-X}}\rho (t){\text{d}}t}
Ces polynômes ne sont plus orthogonaux, mais suivent la même relation de récurrence que les {\displaystyle P_{n}} :
si {\displaystyle P_{n}} s'écrit : {\displaystyle P_{n}(X)=\alpha _{n}X^{n}+\alpha _{n-1}X^{n-1}+\cdots +\alpha _{1}X+\alpha _{0}}
alors la relation de récurrence est :
{\displaystyle XP_{n}(X)={\frac {\alpha _{n}}{\alpha _{n+1}}}P_{n+1}(X)+\left({\frac {\beta _{n}}{\alpha _{n}}}-{\frac {\beta _{n+1}}{\alpha _{n+1}}}\right)P_{n}(X)+{\frac {\alpha _{n-1}||P_{n}||^{2}}{\alpha _{n}||P_{n-1}||^{2}}}P_{n-1}(X)}